# فرانک اشمیت (بازیکن فوتبال)
فرانک اشمیت (انگلیسی: Frank Schmidt؛ زادهٔ ۳ ژانویهٔ ۱۹۷۴) بازیکن فوتبال اهل آلمان است.
از باشگاه‌هایی که در آن بازی کرده‌است می‌توان به باشگاه فوتبال آلمانیا آخن، باشگاه فوتبال هایدنهایم، باشگاه فوتبال گروتر فورث، باشگاه فوتبال فرست وینا، و باشگاه فوتبال نورنبرگ اشاره کرد.
وی همچنین در تیم ملی فوتبال زیر ۲۰ سال آلمان بازی کرده‌است.